# Bay House

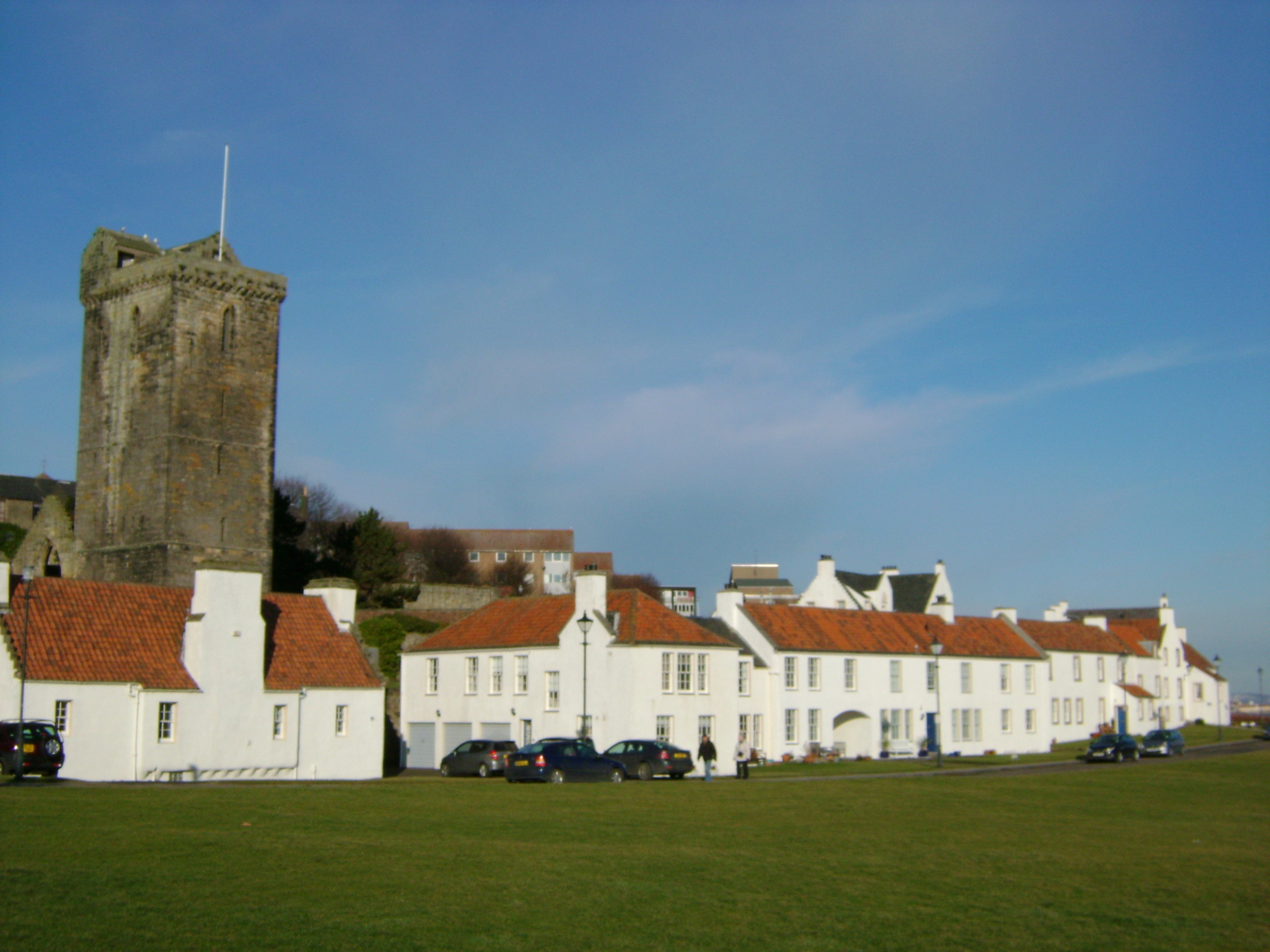
Bay House ist das letzte Haus links im Bild vor dem Turm der St Serf’s Kirk.

Das Bay House ist ein Wohngebäude in der schottischen Kleinstadt Kirkcaldy in der Council Area Fife. 1971 wurde das Bauwerk als Einzeldenkmal in die schottischen Denkmallisten in der höchsten Denkmalkategorie A aufgenommen.

## Geschichte
Das Wohngebäude wurde im Jahre 1583 für Patrick Sinclair erbaut. Möglicherweise diente Bay House später als Pfarrhaus der nahegelegenen St Serf’s Kirk. Der rückwärtige Flügel stammt vermutlich aus den 18. Jahrhundert und ersetzte einen Holzanbau auf Pfählen. Im 19. Jahrhundert beheimatete es die Gaststätte Bay House Inn. Im Jahre 1969 ließ der National Trust for Scotland das Bay House restaurieren. Zu dieser Zeit befanden sich im Erdgeschoss drei Räume und ein großer Raum im Obergeschoss.

## Beschreibung
Das zweistöckige Bay House steht an der Uferstraße Pan Ha’ in der ehemals eigenständigen Gemeinde Dysart, die zwischenzeitlich von Kirkcaldy einverleibt wurde. Die Fassaden des Bruchsteinbaus sind mit Harl verputzt. Die südexponierte, dem Firth of Forth zugewandte Fassade ist vier Achsen weit. Dominant ist der traufständige Kamin. Zierende Kragsteine zeigen skulpturierte Gesichter, bei welchen es sich möglicherweise um Jakob VI., Anna von Dänemark und ihren Sohn, den späteren britischen König Karl I., handelt. An der nordexponierten Hauptfassade finden sich zwei Türen. Entlang der Fassaden sind acht- und zwölfteilige Sprossenfenster verbaut.